# Hiéroglyphe égyptien D10
Ne doit pas être confondu avec Œil oudjat.
Le hiéroglyphe égyptien D10 (œil oudjat) est classifié dans la section D « Parties du corps humain » de la liste de Gardiner ; il y est noté D10.

## Représentation
Il représente l'œil oudjat qui est un hybride entre un œil humain (conjonctive, pupille et sourcil) et celui d'un faucon pèlerin (vraisemblablement les taches significatives du dessous de l'œil), c'est l'œil indemne du dieu Horus.
Il est translittéré wḏȝt.

## Utilisation
| w | U28 | A&t | D10 |

| w | U28 | A&t | D10 |

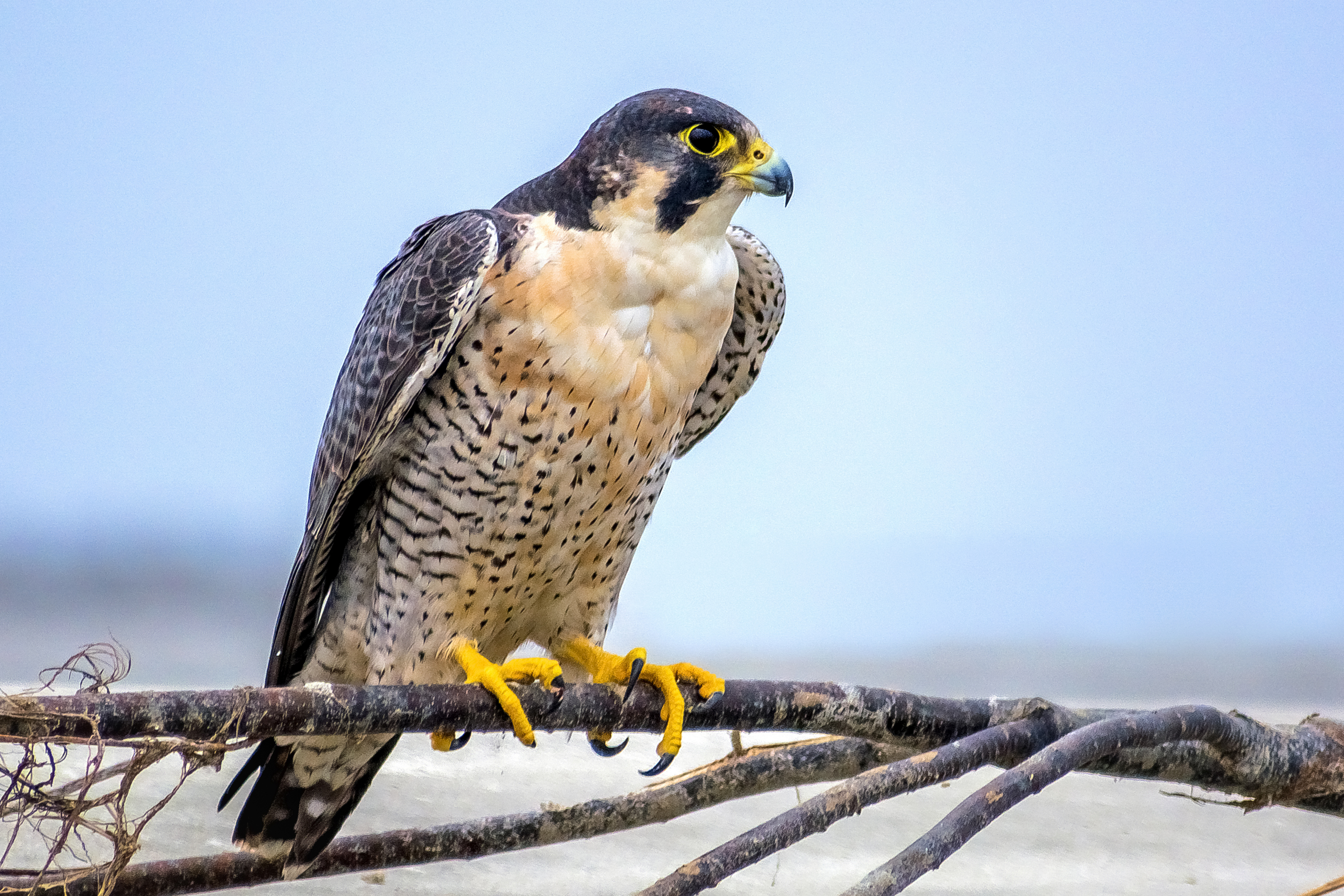
Faucon pèlerin (Falco peregrinus) ; on remarque les taches entourant l'œil significatives de l'espèce.

« œil sain (œil oudjat) ».
| D10 | D10 |

| D10 | D10 |

| S34 | n · x · t | D10 |

| S34 | n · x · t | D10 |

Mais sa fonction en tant que symbole (œil oudjat) est la plus répandue, notamment sous forme d'amulette.
Les différentes parties qui le composent font aussi l'objet d'hiéroglyphes :
| D11 |

| D11 |

| D12 |

| D12 |

| D13 |

| D13 |

| D14 |

| D14 |

| D15 |

| D15 |

| D16 |

| D16 |

| D17 |

| D17 |